# SN 1951F
SN 1951F – supernowa odkryta 6 sierpnia 1951 roku w galaktyce M-01-01-16. W momencie odkrycia miała maksymalną jasność 17,30m.